# Naděžda Kniplová
Naděžda Kniplová (18. dubna 1932 Ostrava – 14. ledna 2020) byla česká operní pěvkyně–sopranistka, sólistka Národního divadla v Praze, Státní opery Praha aj.

## Vzdělání
Základy hudebního vzdělání získala od svého otce, který byl ředitelem hudební školy v Hranicích a organizátorem hudebního života na severovýchodní Moravě. Absolvovala pražskou státní konzervatoř (u J. Vavrdové) (1947 až 1953) a HAMU (u K. Ungrové a Z. Otavy) (1954 až 1958). Již od roku 1957 působila v Ústí nad Labem, od roku 1959 ve Státním divadle v Brně, kde mj. triumfovala jako Renata v československé premiéře Prokofjevova Ohnivého anděla. V červenci 1964 se stala sólistkou Národního divadla v Praze, kde se uvedla rolí Ortrudy v Lohengrinovi.

## Umělecká činnost
Citát: „…Kniplová měla všechny předpoklady být typickou wagnerovskou heroinou, především znělé, temné tóny střední polohy hlasu, průrazné, bezpečné široké výšky a hlasovou vytrvalost…“
Když jí Karajan nabídl roli Brünnhildy (Prsten Nibelungův) na salcburském festivalu, spolupráce s ním jí otevřela dveře světových operních domů (Vídeň, Barcelona, San Francisco ad.), především v rolích wagnerovských. Z těchto rolí vytvořila Kniplová všechny tři Brünnhildy (Valkýra, Siegfried, Soumrak bohů), Isoldu (Tristan a Isolda), Kundry (Parsifal), Sentu (Bludný Holanďan) a Ortrudu (Lohengrin). Z postav dalších autorů to byla především Turandot, Tosca, Lady Macbeth (Macbeth), Leonora (Fidelio). Z českého repertoáru ztvárnila Kostelničku (Její pastorkyňa), Emilii Marty (Věc Makropulos), Miladu (Dalibor), Libuši, Šárku, Evu a další. Natočila několik kompletních operních nahrávek. V roce 2011 obdržela Cenu Thálie za celoživotní mistrovství v opeře. Cenu odmítla převzít se zdůvodněním, že si ocenění zasloužila už mnohem dříve.

## Pedagogická činnost
Od roku 1991 byla profesorkou na pražské AMU. Též spolupracovala s Pěveckou konzervatoří Praha Josefa Rybičky.

## Ocenění
- 1967 Státní cena Klementa Gottwalda
- 1970 titul zasloužilá umělkyně
- 1983 titul národní umělkyně